# Kitchendales
Kitchendales è un film del 2000 diretto da Chantal Lauby.
Il film è stato distribuito direct-to-video dalla Pathé Vidéo.